# Masatopes rufipes
Masatopes rufipes là một loài bọ cánh cứng trong họ Cerambycidae.